# Sydney Entertainment Centre
 (novembre 2012).
Le Sydney entertainment centre (SEC) ou centre de divertissement de Sydney est un lieu polyvalent situé à Haymarket, Sydney, en Australie. Il a ouvert en mai 1983, pour remplacer le stade de Sydney, qui avait été démoli pour faire place à un nouveau chemin de fer.
Le centre est actuellement détenu par "Harbour Foreshore Authority", l'administration portuaire de Sydney, qui administre la région voisine de Darling Harbour, et géré en vertu d'un bail. C'est une des plus grandes salles de concert de Sydney, elle a été conçue pour répondre aux besoins de plus de 13 000 personnes en théâtre conventionnel ou 8 000 comme un théâtre circulaire. Les seuls "locataires" régulière du centre sont les "Sydney Kings" ou Rois de Sydney qui jouent dans la Ligue nationale de basket-ball. Le SEC est connu comme le « Royaume » pendant les matchs à domicile des Rois avec une capacité de 10 517 pour le basket. La fréquentation est en moyenne de 1 million de personnes chaque année pour des concerts, des spectacles familiaux, événements sportifs et des événements d'entreprise.

## Événements notables
Elton John détient de très loin le record avec 56 concerts joués (tous à guichet fermé), y compris les huit dates en 1986 avec un orchestre symphonique. En 1986, Dire Straits a terminé leur tour du monde en jouant 21 spectacles consécutifs sur ce lieu en 1985-1986. Genesis a joué 9 dates de la tournée Invisible Touch (du 25 au 27 novembre et 20 décembre 1986). Certaines des chansons ont été réalisées avec une section de la chaîne australienne. Archives 2 – disque 2 contient une version de « Ton propre chemin spécial » enregistrée au SEC. David Bowie enregistre son album live, Glass Spider Live, pendant ses spectacles les 7 et 9 novembre 1987. Le groupe de rock américain Pearl Jam a joué deux nuits en 1995 (10-11 mars) lors de la tournée de Vitalogy, trois nuits (9, 11, 12 mars 1998 lors d'une autre tournée) et encore trois nuits (11, 13 et 14 février 2003) sur le site lors de la tournée de Riot Act. Kylie Minogue a joué 25 concerts, elle a terminé sa tournée On a Night Like This au SEC en novembre 2006. La star pop rock P!nk a effectué sept spectacles là pendant sa tournée I'm Not Dead en 2007. En 2009, elle joue 12 spectacles lors de sa tournée Funhouse. Elle a enregistré son DVD live au SEC. P!nk a également annoncé qu'elle jouera 8 spectacles au SEC à l'été 2013.
Le Centre accueille également des cirques internationaux et des spectacles, tels que Disney sur glace, et The Boy from Oz de Hugh Jackman. Il est utilisé chaque année pour les écoles Spectacular, qui dispose de plus de 3 000 jeunes interprètes, mais aussi le Rock Eisteddfod Challenge. C'est l'endroit où le match de boxe titre IBO Cruiser-weight entre Antonio Tarver et Danny Green a eu lieu le 20 juillet 2011. La légende du pop asiatique, Jacky Cheung, s'y est produit le 1er octobre 2011, dans le cadre de sa tournée.